# Pere Rullán
Pere Rullán Estarelles, né le 27 mars 1990 à Sóller, est un coureur de fond espagnol spécialisé en skyrunning. Il a remporté la médaille de bronze de la SkyRace aux championnats d'Europe de skyrunning 2015. Il a également remporté deux titres de champion d'Espagne en skyrunning.

## Biographie
Très sportif durant sa jeunesse, Pere pratique le football, la danse ou encore la voile. Grandissant sur l'île de Majorque, il partage ses loisirs entre la mer et la montagne où il accompagne son père lors de séances de course à pied. À l'âge de 16 ans, il s'essaie à sa première compétition de course en montagne au Barranc de Biniaraix. Il décide de consacrer sa vie au sport et entreprend des études en éducation physique et sciences des sports à Madrid où il profite de s'entrainer en montagne. Il s'essaie à différents formats de course (kilomètre vertical, trail court, marathon). En 2012, il déménage à Lérida pour la suite de ses études et découvre les Pyrénées où il se met à pratiquer le ski-alpinisme. Il termine ses études en 2014 et décide de se concentrer sur la compétition,.
Il se révèle véritablement en 2015. Le 26 avril, il crée la surprise aux championnats d'Espagne de course en montagne FEDME en menant la course devant les favoris. Il s'impose en 2 h 47 min 42 s battant de cinq minutes son rival au titre Manuel Merillas. Fort de ce premier succès, il prend part à l'épreuve de SkyRace des championnats d'Europe de skyrunning qui se déroule dans le cadre de la course Zegama-Aizkorri. Tandis que le Roumain Ionuț Zincă s'échappe le premier en tête, Pere se retrouve dans le groupe de poursuivants mené par l'Italien Tadei Pivk. Tadei et Kílian Jornet rattrapent Ionuț et se détachent à mi-parcours mais Kílian finit par abandonner. Courant aux côtés de Manuel Merillas, Pere parvient à revenir sur les talons de Tadei mais ce dernier conserve la tête pour remporter le titre. Pere décroche la médaille de bronze.
Le 23 janvier 2016, il s'illustre en ski-alpinisme lors des championnats d'Espagne de Vertical Race à Cerler en décrochant la troisième place derrière Marc Pinsach. Ce dernier se voit toutefois infliger une pénalité de deux minutes, le faisant chuter à la sixième place et offrant la médaille d'argent à Pere.
Le 7 mars 2020, il effectue une excellente course lors des championnats d'Espagne de kilomètre vertical à Albanchez de Mágina. Il parvient à battre le favori et champion en titre Daniel Osanz Laborda de dix secondes pour remporter le titre.
Le 12 mars 2022, il fait étalage de son talent aux championnats d'Espagne de kilomètre vertical à Ladrillar pour doubler ses adversaires en fin de course et remporter son deuxième titre de la discipline.

## Palmarès en skyrunning
| no  | masculin           | Course                                                   | Longueur | Départ            | Temps           |
| --- | ------------------ | -------------------------------------------------------- | -------- | ----------------- | --------------- |
| 1re | Médaille d'or      | Championnats d'Espagne de course en montagne FEDME       | 31 km    | 26 avril 2015     | 2 h 47 min 42 s |
| 3e  | Médaille de bronze | Championnats d'Europe de skyrunning - SkyRace            | 42,2 km  | 17 mai 2015       | 3 h 52 min 50 s |
| 2e  | Médaille d'argent  | Nit Pirineu                                              | 5 km     | 23 septembre 2016 | 29 min 47 s     |
| 3e  | Médaille de bronze | Vertical Cabanera                                        | 5,2 km   | 15 juillet 2017   | 1 h 2 min 14 s  |
| 2e  | Médaille d'argent  | Nit Pirineu                                              | 5 km     | 22 septembre 2017 | 38 min 34 s     |
| 7e  | 7e                 | Championnats d'Europe de skyrunning - Kilomètre vertical | 3,2 km   | 13 octobre 2017   | 40 min 22 s     |
| 2e  | Médaille d'argent  | Cortina Trail                                            | 48 km    | 28 juin 2019      | 4 h 35 min 8 s  |
| 3e  | Médaille de bronze | Gorbeia Suzien                                           | 31 km    | 29 septembre 2019 | 3 h 13 min 34 s |
| 1re | Médaille d'or      | Championnats d'Espagne de kilomètre vertical             | 2 km     | 7 mars 2020       | 34 min 57 s     |
| 6e  | 6e                 | Championnats du monde de skyrunning - Kilomètre vertical | 2,8 km   | 9 juillet 2021    | 37 min 20 s     |
| 3e  | Médaille de bronze | Vertical Terme di Bognanco                               | 3,4 km   | 10 septembre 2021 | 40 min 13 s     |
| 1re | Médaille d'or      | Championnats d'Espagne de kilomètre vertical             | 3,5 km   | 12 mars 2022      | 39 min 31 s     |
| 1re | Médaille d'or      | Cortina Trail                                            | 48 km    | 24 juin 2022      | 4 h 27 min 43 s |
| 3e  | Médaille de bronze | Nit Pirineu                                              | 5 km     | 29 septembre 2023 | 35 min 49 s     |

## Palmarès en ski-alpinisme
- 2016
  -  de la Vertical aux championnats d'Espagne
- 2017
  -  de la Vertical aux championnats d'Espagne